# Amauria
Amauria là một chi thực vật có hoa trong họ Cúc (Asteraceae).

## Loài
Chi Amauria gồm các loài: